# Matti Bergström
Rudolf Alarik Mattias (Matti) Bergström, född 1 mars 1922 i Teisko, död 13 juli 2014 i Helsingfors, var en finlandssvensk läkare och 1963–1989 professor i fysiologi vid Helsingfors universitet. Han var även docent i bioelektronik vid Tekniska högskolan, Helsingfors från 1968.

## Karriär
Bergström tog studentexamen 1941, blev medicine licentiat 1952 och medicine och kirurgie doktor 1957. Hans doktorsavhandling var inspirerad av den teoretiska tradition av sinnesfysiologi som utvecklats av Yrjö Reenpää, som då var professor i fysiologi vid Helsingfors universitet. Bergström efterträdde Reenpää efter dennes pensionering och var från 1963 till sin pensionering 1989 professor i fysiologi vid Helsingfors universitet och prefekt vid dess fysiologiska institution. Hans forskning om hjärnans funktioner har bidragit till att klarlägga sambandet mellan sinnesintryck och tänkandet.
Bergström gjorde sig, inte minst efter sin pensionering, känd för att popularisera sitt ämnesområde, och skriva populärvetenskapliga artiklar och böcker där han förenade filosofiska inslag med det biomedicinska området. Han har även gett ut några läroböcker i fysiologi.
Bergström blev även internationellt känd som kreativitetsforskare. Han var en stark kritiker av hur skolutbildning vanligen bedrivs, och menade att skolan minskade entusiasmen hos eleverna. Han förespråkade användning av lek, kreativitet och fantasi i utbildning. Han har också hjälpt till att skapa området neuropedagogik, byggt på dessa idéer.
Bergström var medlem av Finska vetenskapsakademien och World Academy of Arts and Science.

## Utmärkelser
- Kommendörstecknet av Finlands Lejons orden[2]
- Minnesmedalj för deltagande i 1941-1945 års krig[2]

[Redigera Wikidata]